# Orlando Arvizu Lara
Orlando Arvizu Lara (San Felipe Orizatlán, Hidalgo, 30 de noviembre de 1946-26 de enero de 2024) fue un político, periodista y diplomático mexicano, miembro del Partido Revolucionario Institucional (PRI). Fue en dos ocasiones diputado federal y en una senador, así como embajador y cónsul de México.

## Biografía
Realizó estudios técnicos de periodismo en la Escuela de Periodismo Carlos Septién García de 1969 a 1971. Miembro del PRI desde 1970, de 1971 a 1975 fue director del dairo «El Constituyente», publicado por la Delegación Venustiano Carranza, de 1975 a 1976 fue secretario de Información y Propaganda, y luego presidente del comité estatal del PRI en Hidalgo. Se desempeñó como conductor de noticieros para los canales XHTM-TV y XHDF-TV, así como director de noticias en XEX-TV y XEW-TV.
En 1976 al inicio del gobierno de José López Portillo fue nombrado director general de Comunicación Social de la Secretaría de la Reforma Agraria siendo su titular Jorge Rojo Lugo y de 1977 a 1979 pasó a ocupar el mismo cargo pero en la Secretaría de Turismo, encabezada por Guillermo Rossell de la Lama. En 1979 fue elegido diputado federal suplente del propietario Ernesto Gil Elorduy, para la LI Legislatura de ese año a 1982, pero nunca fue llamado a ejercer el cargo. En 1980 fue delegado del PRI en Puebla.
De 1983 a 1984 fue director de Vivienda en la Huasteca hidalguense en la administración del gobernador Rossell de la Lama. En 1988 fue elegido diputado federal por el Distrito 4 de Hidalgo para la LIV Legislatura que culminó en 1991; paralelamente de 1989 a 1993 fue secretario de Prensa y Propaganda del comité nacional del PRI presidido por Luis Donaldo Colosio. Al terminar el cargo de diputado, fue postulado candidato del PRI a Senador por Hidalgo suplente en segundo fórmula, siendo candidato propietario Jesús Murillo Karam; ambos siendo elegidos para el entonces periodo de 1991 a 1997 y que correspondería a las Legislaturas LV y LVI.
Murillo Karam solicitó y recibió licencia como senador el 10 de noviembre de 1992 al ser postulado candidato del PRI a gobernador de Hidalgo; por lo que Orlando Arvizu fue llamado a asumir el cargo, tomando protesta el 17 de noviembre siguiente, y permaneció en el hasta el fin de periodo constitucional en 1997.
En 1997 fue postulado candidato nuevamente, pero esta vez a diputado federal por el Distrito 1 de Hidalgo, siendo elegido para la LVII Legislatura de dicho año al de 2000. En 1998 fue participó en la elección interna del PRI a para elegir al candidato a gobernador de Hidalgo para las elecciones de 1999 junto a Manuel Ángel Núñez Soto, José Guadarrama Márquez, Gerardo Sosa Castelán y Humberto Lugo Gil, quedo en quinto lugar de los resultados y habiendo sido elegido Núñez Soto. En 1999 fue delegado del PRI en Veracruz y luego secretario adjunto a la presidencia del comité nacional.
De 2006 a 2009 fue asesor en el Senado de la República de Manlio Fabio Beltrones, y en 2009 fue elegido diputado federal suplente por la vía de la representación proporcional, siendo propietaria Maricela Serrano Hernández en la LXI Legislatura que concluyó en 2012 pero nunca fue llamado a ocupar el cargo. En 2013 el presidente Enrique Peña Nieto lo nombra cónsul general de México en San Juan, Puerto Rico; ocupando el cargo hasta 2017 en que a su vez es nombrado embajador de México en El Salvador, cesando en el cargo en 2019.
Falleció el día 26 de enero de 2024.